# Abstract (альбом)
| Оценки критиков | Оценки критиков |
| Источник        | Оценка          |
| --------------- | --------------- |
| Down Beat       | [ 1 ]           |
| Allmusic        | [ 2 ]           |

Abstract — третий альбом ямайского саксофониста Джо Харриотта (англ. Joe Harriott). Записан в Англии в 1961 и 1962 годах и выпущен на лейбле Capitol.

## Список композиций
1. «Subject» — 5:58
2. «Shadows» — 5:44
3. «Oleo» — 7:06
4. «Modal» — 4:44
5. «Tonal» — 5:08
6. «Pictures» — 5:06
7. «Idioms» — 6:26
8. «Compound» — 5:04

- Записано в Лондоне, Англия, 22 ноября 1961 г. (треки 5-8) и 10 мая 1962 года (треки 1-4)

## Участники записи
- Joe Harriott — саксофон-альт
- Shake Keane — труба
- Pat Smythe — пианино
- Coleridge Goode — контрабас
- Bobby Orr (треки 1-4), Phil Seamen (треки 5-8) — ударная установка
- Frank Holder (треки 5 и 8) — бонго